# مجموعة البلدان الناطقة بالبرتغالية
مجموعة البلدان الناطقة بالبرتغالية (بالبرتغالية:Comunidade dos Países de Língua Portuguesa) هي منظمة حكومية دولية تجمع الدول والمناطق الناطقة باللغة البرتغالية. تغطي الدول التابعة للمجموعة مساحة 10,772,000 كيلومتر مربع بمجموع سكان يقدر ب223 مليون نسمة.

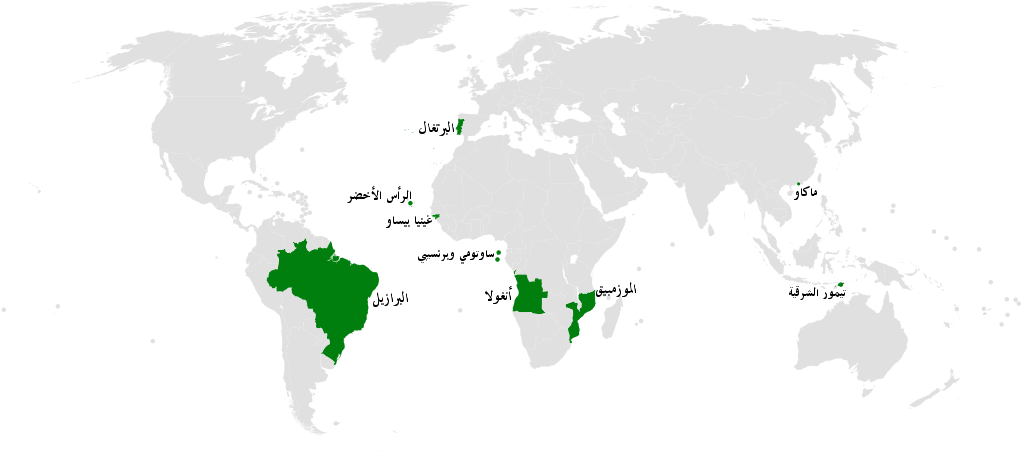
الدول الأعضاء في منظمة الناطقين بالبرتغالية رسميا (من دون احتساب الدول المراقبة والدول في طريق الانضمام)

## تأسيس المجموعة
تأسست مجموعة البلدان الناطقة بالبرتغالية عام 1996 عن طريق اجتماع سبع دول وهي البرتغال والبرازيل وأنغولا والرأس الأخضر وغينيا بيساو وموزمبيق وساو تومي وبرينسيبي، وفي عام 2002 أنظمت تيمور الشرقية للمجموعة بعد استقلالها. وأعلنت المجموعة خلال الاجتماع المقام في لواندا عن اعتبار يوم 5 مايو اليوم الثقافي لهذه الدول (Dia da Cultura Lusófona). في يوليو 2006 انضمت غينيا الاستوائية وموريشيوس للمجموعة كمراقبين بالإضافة إلى 17 منظمة دولية. وتلاها انضمام السنغال عام 2008.

## الأعضاء
| الدولة            | الحالة | تاريخ الانضمام | اللغة الرسمية                   | القارة          | السكان      |
| ----------------- | ------ | -------------- | ------------------------------- | --------------- | ----------- |
| البرتغال          | عضو    | 1996           | البرتغالية                      | أوروبا          | 10,617,575  |
| البرازيل          | عضو    | 1996           | البرتغالية                      | أمريكا الجنوبية | 186,757,608 |
| أنغولا            | عضو    | 1996           | البرتغالية                      | أفريقيا         | 15,941,000  |
| موزمبيق           | عضو    | 1996           | البرتغالية                      | أفريقيا         | 21,397,000  |
| الرأس الأخضر      | عضو    | 1996           | البرتغالية                      | أفريقيا         | 499,796     |
| غينيا بيساو       | عضو    | 1996           | البرتغالية                      | أفريقيا         | 1,586,000   |
| ساو تومي وبرينسيب | عضو    | 1996           | البرتغالية                      | أفريقيا         | 157,000     |
| تيمور الشرقية     | عضو    | 2002           | البرتغالية                      | آسيا            | 1,115,000   |
| غينيا الاستوائية  | مراقب  | 2006           | الإسبانية والفرنسية والبرتغالية | أفريقيا         | 1,014,999   |
| موريشيوس          | مراقب  | 2006           | الإنجليزية                      | أفريقيا         | 1,264,866   |
| السنغال           | مراقب  | 2008           | الفرنسية                        | أفريقيا         | 11,658,000  |

## دول ترغب بالانضمام
| الدولة/المنطقة | الحالة المرجوة | اللغة الرسمية                   | القارة          | السكان      | المرجع | تأسيس المتوقع للمناقشة                   | ملاحظات                                                                    |
| -------------- | -------------- | ------------------------------- | --------------- | ----------- | ------ | ---------------------------------------- | -------------------------------------------------------------------------- |
| أندورا         | عضو            | الكتلانية                       | أوروبا          | 71,822      |        | 2010 - الاجتماع الثامن للمجموعة - لواندا | أكثر من 15% من سكان أندورا هم من المهاجرين البرتغال                        |
| المغرب         | عضو            | العربية وأمازيغية               | أفريقيا         | 31,712,389  |        | 2010 - الاجتماع الثامن للمجموعة - لواندا | بعض مناطق المغرب كانت تحت الاستعمار البرتغالي                              |
| الفلبين        | عضو            | الفلبينية والإنجليزية           | آسيا            | 90,500,000  |        | 2010 - الاجتماع الثامن للمجموعة - لواندا | علاقات تاريخية مع الرحالة فرديناندو ماجلان                                 |
| فينزويلا       | عضو            | الإسبانية                       | أمريكا الجنوبية | 26,814,843  |        | 2012 - الاجتماع التاسع للمجموعة          | عن طريق علاقاتها مع جارتها البرازيل                                        |
| كرواتيا        | عضو            | الكرواتية                       | أوروبا          | 4,453,500   |        | 2012 - الاجتماع التاسع للمجموعة          | -                                                                          |
| رومانيا        | عضو            | الرومانية                       | أوروبا          | 22,246,862  |        | 2012 - الاجتماع التاسع للمجموعة          | -                                                                          |
| أوكرانيا       | عضو            | الأوكرانية                      | أوروبا          | 46,372,700  |        | 2012 - الاجتماع التاسع للمجموعة          | -                                                                          |
| أندونيسيا      | عضو            | الأندونيسية                     | آسيا            | 237,512,352 |        | طور المباحثات                            | البرتغال كانت القوة الاستعمارية الأبرز في المنطقة حتى ظهور القوة الألمانية |
| جليقية         | عضو            | الجليقية والإسبانية             | أوروبا          | 2,783,100   |        | في انتظار موافقة الحكومة الإسبانية       | لها ارتباطات ثقافية مع البرتغال                                            |
| ماكاو          | عضو            | البرتغالية، الصينية (الكنتونية) | آسيا            | 520,400     |        | في انتظار موافقة الحكومة الصينية         | كانت تحت الحكم البرتغالي حتى أعيدت للسلطات الصينية عام 1999                |
| ملقا           | عضو            | الملايوية                       | آسيا            | 733,000     |        | في انتظار موافقة الحكومة الماليزية       | كانت مستعمرة برتغالية لأكثر من قرن                                         |
| غوا            | عضو            | كونكاني                         | آسيا            | 1,400,000   |        | في انتظار موافقة الحكومة الهندية         | مستعمرة برتغالية سابقة                                                     |

## وصلات خارجية
- الموقع الرسمي للمجموعة
- Africanidade الدول الأفريقية في المجموعة